# Церква Воздвиження Чесного Хреста Господнього (Кременець)
Церква Воздвиження Чесного Хреста Господнього в Кременці — парафія і храм Кременецького благочиння Тернопільської єпархії Православної церкви України в місті Кременець Кременецький району Тернопільської области.
Оголошена пам'яткою архітектури місцевого значення (охоронний номер 187).

## Історія церкви
У 1563 році в Кременці існував храм святої великомучениці Параскеви-П'ятниці. Через 70 років місцеве православне братство збудувало невелику церкву.
У 1636 році мешканці передмістя Запоточчя перенесли храм і згодом збудували новий на честь Воздвиження Чесного Хреста Господнього. У 1672 році його спалили татари, але вже у 1684 році церкву відродили навпроти Богоявленського монастиря. Ця відбудована церква проіснувала до 80-х років XIX століття.
У 1887–1889 роках за сприяння настоятеля о. Флора Митецького був збудований новий дерев'яний храм, який зберігся донині. У 1920-х роках він став осередком відродження Української Автокефальної Православної Церкви.
У радянський період споруда була майже зруйнована. Завдяки настоятелю о. Володимиру Курасову реліквії храму (Євангеліє, срібну чашу, антимінс) передали Кременецькому благочинному на зберігання.
У 1991 році статут храму був зареєстрований. Першу святу Літургію в день престольного свята очолив єпископ Тернопільський і Бучацький Василій. У 2009 році храм відзначив своє 120-річчя.

## Парохи
- о. Флор Митецький,
- о. Олексій Улович,
- о. Володимира Курасов,
- о. Богдан Боднарчук,
- о. Василь Ярмолюк
- о. Роман Іваницький